# 안자나
안자나는 불교 경전에 따르면, 고타마 붓다의 시대 즈음에 존재했던 콜리야 공화국의 수장이다. 그는 데바다하의 아들로, 아들 숫파붓다와 단다파니, 마야, 파자파티를 포함해 6명의 딸을 낳았다. 마야와 파자파티는 나중에 슈도다나와 결혼했다. 마야는 고타마 붓다의 어머니였다.